# Ustilaginomycetidae

Ustilaginomycetidae es una subclase de hongos, clase Ustilaginomycetes, división Basidiomycota. Comprende 33 géneros teleomórficos y uno anamórfico.

## Géneros
- Orden: Urocystales
  - Familia: Melanotaeniaceae
  - Familia: Urocystaceae
- Orden: Ustilaginales
  - Familia: Anthracoideaceae
  - Familia: Cintractiaceae
  - Familia: Clintamraceae
  - Familia: Dermatosoraceae
  - Familia: Doassansiopsidaceae
  - Familia: Farysiaceae
  - Familia: Geminaginaceae
  - Familia: Glomosporiaceae
  - Familia: Melanopsichiaceae
  - Familia: Mycosyringaceae
  - Familia: Uleiellaceae
  - Familia: Ustilaginaceae
  - Familia: Websdaneaceae